# 渕﨑けけろ
渕﨑 けけろ（ふちざき けけろ、10月14日 - ）は、日本の女性声優、歌手。北海道出身。Production GIW所属。血液型はO型。

## 出演作品

### ゲーム
- KILLZVALD（キルツヴァルド）～最後の人間～（月人ジェミニ[3]）
- GIEEVAL（ギィーヴァル）～畜民新世界～（有夢・ディーア[4]）
- カルネージハート エクサ（シュー・チーリン[5]）
- 太鼓の達人 どんとかつの時空大冒険（タックン）
- 太鼓の達人 ドコドン!ミステリーアドベンチャー（チャスカ）
- 太鼓の達人 Vバージョン (ヴィオリア)
- AVARIS3 (シャイン・ナイトメア)
- ヴァスタークロウズ3(DLC追加ボイス・天羽イザナミ)

### ボイスドラマ
- ヴァジアルサーガDeluxe（天帝アイヒミ[6]）
- エメ　ラ　フォリー　－見えない－（宮野苺香[7]）
- KILLZVALD～最後の人間～（月人ジェミニ[8]）
- KILLZVALD -SpecialPac1-（ジェミニ）
- KILLZVALD -SpecialPac2-（ジェミニ）
- 命の鑑定人（少女シイナ）

### 脚本
- 安眠ヴォイス

### 歌
- Gemini -Full Version-（ヴォーカル担当[9]）
- 太鼓の達人14（『NECOLOGY』歌唱）